# Peter Doherty (Fußballspieler)
Peter Dermot Doherty (* 5. Juni 1913 in Magherafelt; † 6. April 1990 in Poulton-le-Fylde) war ein nordirischer Fußballspieler und -trainer. Als linker Halbstürmer waren seine größten Erfolge der Gewinn der englischen Meisterschaft 1937 mit Manchester City und des FA Cups 1946 mit dem FC Blackpool. Dazu betreute er als Trainer zwischen 1951 und 1962 die nordirische Nationalmannschaft und führte diese zur WM-Endrunde 1958 in Schweden.

## Sportlicher Werdegang

### Spielerkarriere

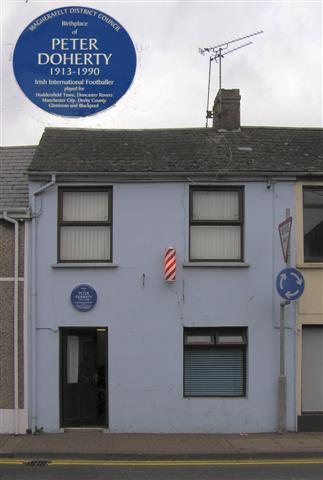
Eine Plakette weist auf den Dohertys Geburtsort in Magherafelt hin.

Doherty wurde in der Grafschaft Londonderry geboren und begann seine Fußballerlaufbahn zu Beginn der 1930er-Jahre beim Coleraine FC, bevor es ihn im Jahr 1931 zum Glentoran FC zog. Parallel dazu betätigte er sich noch als Maurer und später als Busfahrer. Für die „Glens“ bestritt er in zwei Jahren 61 Pflichtspiele und war dabei als Halbstürmer außerordentlich torgefährlich mit 35 Treffern. Höhepunkt war im Jahr 1933 der Gewinn des nordirischen Pokals und er schoss im Finale gegen den Distillery FC den Treffer zum 2:1 (Endstand 3:1). Kurz nach Beginn der Saison 1933/34 wechselte er für eine Ablösesumme von 2.000 Pfund zum englischen Zweitligisten FC Blackpool.
In Blackpool fand sich Doherty gut zurecht und empfahl sich für höhere Aufgaben – besonders geschätzt wurde seine gute Ballbehandlung und der Trickreichtum, mit dem er seine Gegenspieler überwand. So wechselte er im Februar 1936 zu Manchester City in die höchste englische Spielklasse für die beachtliche Summe von 10.000 Pfund. Doherty hatte dabei einem Wechsel ablehnend gegenüber gestanden, da er in Blackpool kurz zuvor ein Haus gekauft hatte und seine in der Region beheimatete Verlobte heiraten wollte. Der FC Blackpool forcierte den Transfer jedoch und so dauerte es nicht lange, bevor er für die „Citizens“ erstmalig auflief. Das Debüt ging gegen Preston North End mit 1:3 an der heimischen Maine Road daneben, zumal ihn sein direkter Gegenspieler und „Manndecker“ Bill Shankly neutralisierte. Doherty gab später an, dass der Rest der Saison 1935/36 für ihn „ereignislos“ verlaufen war. Umso spektakulärer ging es dann jedoch in der Spielzeit 1936/37 weiter. Bis Dezember 1936 sah es nicht nach einer erfolgreichen Zeit aus, als der Klub noch in der unteren Tabellenhälfte rangierte. Zwar deutete sich mit hohen Siegen, wie gegen West Bromwich Albion (6:2) und dem FC Everton (4:1) das Potential an, aber erst danach spielte sich Manchester City in eine Hochform. Doherty war bereits zuvor als regelmäßiger Torschütze aufgefallen und sein Tor bei der 3:5-Niederlage an Weihnachten gegen Grimsby Town war bereits sein zwölfter Saisontreffer. Die Festtage markierten dann einen Wendepunkt und ein Sieg gegen den FC Middlesbrough markierte den Beginn einer langen Serie ohne Niederlage. Im April 1937 hatten sich die Citizens bis auf den zweiten Rang hinter dem damaligen Seriensieger FC Arsenal gekämpft. Im direkten Duell gegen die „Gunners“ schoss Doherty das erste Tor zum 2:0-Sieg und Manchester City übernahm die Tabellenführung, die sie bis zum Saisonende nicht mehr abgab. Es war die erste englische Meisterschaft für den Klub und Doherty war mit 30 Ligatoren bester Torschütze (zum Ausgang mit noch einmal elf Toren in sieben Spielen). Dass der außergewöhnliche Aufwärtstrend seit Jahresende 1937 nicht nachhaltig war, zeigte sich bereits in der folgenden Saison 1937/38, als Manchester City das „Kunststück“ gelang, als amtierender Meister und dann Tabellenvorletzter in die zweite Liga abzusteigen. Nach einem weiteren Jahr in der Zweitklassigkeit sorgte der Ausbruch des Zweiten Weltkriegs für eine mehrjährige Zwangspause im offiziellen Spielbetrieb.
Doherty diente der britischen Armee als Soldat in der Royal Air Force und bestritt 89 inoffizielle Kriegsspiele, in denen ihm 60 Tore gelangen. Darüber hinaus betätigte er sich als Gastspieler für Port Vale, die Blackburn Rovers, Derby County, Birmingham City, den FC Brentford, Grimsby Town, Lincoln City, den FC Liverpool, Manchester United, West Bromwich Albion und den FC Walsall. Kurz nach Ende der Kampfhandlungen heuerte Doherty beim Erstligisten Derby County an. Während der offizielle Ligabetrieb noch pausierte, ging der FA Cup bereits zur Saison 1945/46 los. Dabei triumphierte er mit Derby über einen 4:1-Finalsieg nach Verlängerung gegen Charlton Athletic, wobei Doherty den Treffer zum 2:1 kurz nach Beginn der Verlängerung beitrug. Bereits im Dezember 1946 schloss er sich dann dem Erstligakonkurrenten Huddersfield Town an, das von David Steele trainiert wurde und für Doherty 9.000 Pfund investierte. Mitentscheidend für seinen Abgang war ein Streit mit den Funktionären in Derby, die seinen Plan ablehnten, das Arboretum Hotel zu übernehmen und sich damit für die Zeit nach der Spielerkarriere abzusichern. Außerdem hatte ein Streit bezüglich der ihm zustehenden Tickets für das Pokalfinale das Zerwürfnis zementiert.
In Huddesfield war Doherty Teil einer äußerst beliebten Fünfer-Offensivreihe, die neben ihm noch Albert Bateman, Jimmy Glazzard, Alf Whittingham und Vic Metcalfe aufbot. Kehrseite der Medaille war jedoch die schwache Defensive, die in der Spielzeit 1946/47 insgesamt 79 Ligagegentore kassierte und damit den Klassenerhalt nur knapp sicherte. Auch in der Folgezeit blieben die Teamleistungen der „Terriers“ durchwachsen und in seiner letzten Saison 1948/49 konnte die Mannschaft nur einen Punkt vor den beiden Absteigern abschließen. Doherty konnte immerhin in den beiden finalen Jahren unter Trainer George Stephenson vereinsintern die jeweils meisten Tore beisteuern.
Sein letzter Wechsel führte Doherty im April 1949 zu den Doncaster Rovers. Bei dem Drittligisten übernahm er die Rolle des Spielertrainers und in der Saison 1949/50 gelangen ihm in 39 Spielen 30 Tore. Damit wurde er Torschützenkönig in der Third Division North und war maßgeblich für den Aufstieg in die zweite Liga verantwortlich. Dort verzeichnete er noch einmal 14 Tore in 23 Partien, die den sicheren Klassenerhalt in der Spielzeit 1950/51 einbrachten. Fortan verschob er seinen Fokus auf die Trainerrolle und setzte mit Vorliebe auf (nord-)irische Talente wie Len Graham, Harry Gregg und Kit Lawlor; dazu förderte er junge Spieler wie Alick Jeffrey.

### Trainerlaufbahn
Doherty entwickelte sich zu einem innovativen Trainer, den Zeitgenossen als „revolutionär“ beschrieben. Anstelle von langen Konditionsläufen bevorzugte er Übungen zur Ballbehandlung. Er wies seine Schützlinge an, andere Sportarten zu betreiben, darunter Volleyball (für Sprungkraft, Timing und Urteilsvermögen), Basketball (für blitzschnelle Entscheidungen und das Auge für den freien Raum) und Walking Football (zur Stärkung der Wadenmuskulatur). In den folgenden sechs Jahren bis 1957 rangierten die Doncaster Rovers in der unteren Tabellenhälfte der zweiten Liga. In seiner letzten Saison 1957/58, die mit dem Abstieg als Tabellenletzter endete, hatten sich Spannungen zwischen Doherty und den Vereinsfunktionären aufgebaut, in deren Folge der langjährige Trainer im Januar 1958 von seinem Posten zurücktrat.
Doherty, der zwischen 1935 und 1950 für die damalige Fußballnationalmannschaft der Republik Irland 16 Länderspiele absolviert hatte, war zwischen 1951 und 1962 Trainer der nachfolgenden nordirischen Nationalmannschaft. Größter Erfolg war das Erreichen der WM-Endrunde 1958 in Schweden, nachdem sich die von ihm betreute Mannschaft in der Qualifikation gegen Italien (2:1) und Portugal (3:0) durchgesetzt hatte. Im Turnier selbst überstand seine Mannschaft die Gruppenphase mit Gegnern wie der Tschechoslowakei (1:0), Argentinien (1:3) und Weltmeister Deutschland (2:2) über ein zusätzliches Entscheidungsspiel gegen die Tschechoslowakei (2:1). Im Viertelfinale war schließlich Endstation nach einem deutlichen 0:4 gegen Frankreich.
Zwischen 1958 und 1960 trainierte Doherty den Zweitligisten Bristol City und verabschiedete sich mit dem Abstieg als Tabellenletzter. Dies begründete auch das Ende seiner Cheftrainerlaufbahn. Zwischen Oktober 1970 und Januar 1973 arbeitete er bei Preston North End als Kotrainer unter Alan Ball senior und war beteiligt am Gewinn der Drittligameisterschaft in der Saison 1970/71. Dazu verschob sich sein Schwerpunkt auf Scouting-Tätigkeiten, vor allem für den FC Liverpool. Hier galt er auch als Entdecker von Kevin Keegan.
Er verstarb im Alter von 76 Jahren im April 1990.

## Titel/Auszeichnungen
- English Football Hall of Fame: 2002
- Englische Meisterschaft (1): 1936/37
- Englischer Pokal (1): 1945/46
- FA Charity Shield: 1937
- Nordirischer Pokal (1): 1932/33